# サリーの法則
『サリーの法則』（サリーのほうそく、英：Sally's Law、韓：샐리의 법칙）は、韓国のインディーゲームスタジオNanali Studiosが開発し2016年7月22日に発売したアクションパズルゲーム。

## 概要
絵本作家を夢見るサリー（声：北村美和）と父のサミュエル（声：三宅秀一郎）の絆が描かれる物語。サリーの幼少期にママ（声：SARI）が亡くなって以降、ぎこちない父娘関係が続いていたが、成長したサリーは夢を求めてサミュエルの反対を押し切り村から都会へ移住する。しかし、ある時にサミュエルの重篤の知らせを聞いたサリーは、父との思い出を振り返りながら帰郷の途に就くことになる。なお、作中における登場人物は球体として描かれている。
ゲーム内容は、サリーを操作するパートと精神体のサミュエルを操作するパートを連続で行いゴール地点を目指すというサイドビューのステージクリア型パズルで、操作中にはサリーとサミュエルそれぞれの思いがモノローグ形式で語られる。作中で自他ともに「幸運の女神に愛された子」と称するサリーの操作パートではステージ内の障害物に触れるだけでそれらが自動的に取り除かれる。一方、その後のサミュエルの操作パートはサリーの操作開始時点まで時間が遡った状態から始まり、サリーと並走しながら障害物の除去や仕掛けの作動を行う。つまり、障害物が自動的に取り除かれる「幸運」は実はサミュエルが娘のために陰ながら努力した結果だったという設定になっている。
Nintendo Switch版より、2人同時プレイモードの追加、キャラクターボイスの追加、プロローグ・エピローグ動画の追加、多言語対応が行われた。プロローグとエピローグの動画では、椎葉大翼が本作向けに新たに作曲した2曲「Sally's Waltz」「Walk in the Woods」がそれぞれ使用されている。
なお、韓国における「サリーの法則」という言葉は、マーフィーの法則の対義語として自分に有利なことだけが起こるという意味があり、アメリカ映画『恋人たちの予感』のヒロインのサリーが由来となっている。

## システム
ゲームは5つのチャプターに分かれており、そこに複数のステージが含まれている。各ステージでは最初にサリーを操作してゴール地点を目指し、到達後にサミュエルの操作パートに移行する。サミュエルのパートでは直前のパートにおけるサリーの動きがそのまま再現され、自動的に進むサリーと並走しながらステージ内の壁やトゲなどの障害物を取り除いてサリーの進行を手助けし、サリーが再びゴールすればステージクリアとなる。なお、サリーのパートで障害物に触れると自動的に取り除かれるが、サミュエルのパートでサリーが触れるとミスになる。
サリーのパートでは基本的に画面右方向へ自動的に転がり、ジャンプ操作のみ可能となっている。一方、サミュエルのパートでは左右方向への任意の移動が可能な一方でジャンプ操作はできないが、サリーに接触することで大きく跳ね上がる。
各ステージには写真が1枚ずつ配置されており、チャプター内の写真をすべて集めるとタイトルメニュー画面でサリーとサミュエルの思い出の写真を閲覧できる。
前述のようにNintendo Switch版以降のバージョンでは2人同時プレイモードがあり、サリーとサミュエルをそれぞれ操作する。このモードのサリーは自動では転がらず任意で左右移動を行うことができる。一部ステージには着せ替え衣装が配置されており、取得するとサリーとサミュエルの外見を変更できるようになる。
Xbox One版では、マイクロソフトが運営していたライブ配信プラットフォームMixerに対応している。

## 開発

### Nanali Studiosによる開発
Nanali Studiosは、設立以降、『Fruit Attacks（フルーツアタック、후르츠어택）』と『Timefish（タイムフィッシュ、타임피쉬）』の2つのゲームアプリを開発したが、売り上げ的に成功せず、さらに、サーバー不安やパブリッシャーの契約破棄の問題が発生、それまで蓄えていた政府支援金を含む資金も底が見える状態となり、開発チームは崩壊の危機を迎えていた。そうした中、ある男子大学生からインターンシップをやりたいというメールが届いた。当時のNanali Studiosはインターンを採用する余裕はなかったが、実際に会って話をしたところ開発に対する情熱が感じられたため、本人が作りたいゲームを考える時間を与えた。それから1週間後、彼は、画面上部を転がる円の「ガーディアン」が画面下部を転がる円の「ランナー」を安全に目的地に届けるゲーム、という本作のプロトタイプの企画書を提示した。また、悪いことが連続で起きるマーフィーの法則とは逆にどんなことでもうまくいくという意味の『サリーの法則』というタイトル、そして、「父の危篤の知らせを聞いて故郷へ戻る子と、その子を助ける父の魂」というプロットも併せて示された。Nanali Studiosのメンバーはこれらをとても気に入り、一緒に意気投合して本作を完成させることを約束した。
プロトタイプでは、（スマートフォンの）縦長の画面でプレイすることの窮屈さやサリーのプレイの退屈さといった否定的な意見があったため、横長の画面にすることやサリーの移動速度の上昇、サリーのプレイはサミュエルに影響を与えずサミュエルにパズル要素を集中させるという改善を施した。しかし依然として否定的な意見があったことから開発期間を当初予定の3か月から5か月に延長し、サリーの速度を下げたうえでストーリーテキストを表示し抒情性に焦点を当てることや新たなギミックの追加、レベルデザインの見直しなどを行った。一方、アートについては円形をコンセプトにし、製作時間の節約も兼ねてキャラクターを円形にそのまま描いた。また、ミニマリズムもコンセプトの一つで、不足が感じられないよう適度に色彩などを加えた結果「おとぎ話」のような方向性になった。背景のグラフィックは、故郷の村は暖かく明るい色で丸みのある形を、都会は暗い色彩で角ばった図形をというように描き分けをしている。

### ポラリスエックスによるローカライズ
本作の日本語ローカライズや発売を行ったポラリスエックスは、本作以前に、会社設立後最初のゲームアプリとして『中年騎士ヤスヒロ』を2015年10月21日にリリースしている。この作品は、韓国のインディーゲームスタジオMAF Gamesが開発した『중년기사 김봉식（中年騎士キム・ボンシク）』の内容を日本向けに大幅にカルチャライズしたもので、日本人が日本のゲームと勘違いするほどローカライズの質が高いと評価された。この好評を受けて再度韓国を訪れゲームを探していた中で本作に出会い、Nanali Studiosにローカライズを引き受けたいと申し出たところ、Nanali Studiosが『ヤスヒロ』のことを知っていたため話がスムーズに進んだ。なお、本作ではそれほど大幅なアレンジはしておらず、日本で受け入れやすくなるような演出や表現への変更にとどめている。
日本のスマートフォン版（iOS版）のリリース日である2016年12月15日は同じくスマートフォンアプリの『Super Mario Run』のリリース日でもあり、ポラリスエックスは、販売サイトでマリオの隣にサリーがいれば注目されるという可能性に賭けてリリースのタイミングを合わせた。これが奏功して期待以上の結果となり高評価を受けたことから、次の段階としてNintendo Switch版の開発に取り組むことを決めるが、技術的な問題により、以前から付き合いのあったroom6に開発を依頼することになった。Nintendo Switch版を出すにあたって、任天堂から2人プレイモードを作ってはどうかという提案があり、試しに開発してみたところ、同じステージでも1人プレイの時とは難易度が変わったりゲーム性が異なったりする面白さがあったため、これを移植の目玉にすることにした。

## 評価
- 2016 Google Play Indie Games Festival トップ3選出[23]
- BIC（朝鮮語版） Awards 2016 「Excellence In Narrative」ノミネート[24]
- 韓国コンテンツ振興院 2016年第4次 今月の優秀ゲーム インディーゲーム部門 受賞[25]
- OGN（朝鮮語版） G-Rank 2016年10月「챌린지서울상은（チャレンジソウル賞）」受賞[26]